# Biton roeweri
Biton roeweri är en spindeldjursart som först beskrevs av Lawrence 1935.  Biton roeweri ingår i släktet Biton och familjen Daesiidae. Inga underarter finns listade.